# NGC 6375
NGC 6375 est une vaste galaxie elliptique située dans la constellation d'Hercule. Sa vitesse par rapport au fond diffus cosmologique est de 6 126 ± 20 km/s, ce qui correspond à une distance de Hubble de 90,4 ± 6,3 Mpc (∼295 millions d'al). NGC 6375 a été découverte par l'astronome allemand Albert Marth en 1864.
En raison d'une brillance de surface égale à 14,92 mag/am2, on peut qualifier NGC 6375 de galaxie à faible brillance de surface (LSB en anglais pour low surface brightness). Les galaxies LSB sont des galaxies diffuses (D) avec une brillance de surface inférieure de moins d'une magnitude à celle du ciel nocturne ambiant.